# Кошарівський ЗЗСО (Сумська область)
Кошарі́вська загальноосві́тня шко́ла — навчальний заклад І-ІІІ ступенів акредитації у селі Кошари Конотопського району Сумської області.

## Історія

### Російська імперія
У 1860—1870-х роках уряд царської Росії проводив шкільну реформу 1864 року з ціллю ліквідації станово-кріпосницької системи народної освіти та побудови класової за участю земств. Приблизно саме тоді в селі Кошари виникла школа «на спільні засоби земства і сільських громад».
Відповідальність за утримання нової школи ділилася між трьома сторонами: витрати на опалення і сторожа взяли на себе селяни, громада — зарплату учителю, а земство — письмове приладдя, підручники та ін. Згодом, у 1890-х роках, земство перейняло на себе всі витрати на утримання школи. Оскільки переважна частина земських прибутків поступала і в оподаткування селянської землі, школа фактично утримувалась майже повністю за рахунок жителів села Кошари.
До 1901 року школа поміщалась під стріхою в старому дерев'яному будинку, який не відрізнявся значною мірою від звичайного будинку, окрім дещо більших розмірів. В приміщенні були дві класні кімнати, вузький темний коридор та невеличка кімната, в якій жив учитель. В одну кімнаті розміщувався перший клас, у другій — другий і третій класи разом.Один і тей самий вчитель працював з всіма класами одночасно.

### Початок XX сторіччя
Хоч у 1900 році школу відвідувало близько 60 учнів, у 1903 році, за словами старожилів села Кошари, була тільки одна дівчинка. Згодом число дівчаток у школі зростало — та, провчившись рік-два і навчившись потроху читати й писати, дівчатка, як правило, на цьому закінчували навчання. Школа не могла задовольнити зростаючого потягу до освіти: відвідували школу переважно діти заможних селян, дітей незаможних верств населення вчилось набагато менше, в основному через неспроможність оплачувати навчання, та наявність лиш одного вчителя.
У 1901 році матеріальна база школи покращилася: було побудовано новий кам'яний будинок під школу, який стоїть і досі. У новому будинку навчальних кімнат було настільки ж як у старому, дві кімнати займав учитель, одну невеличку кімнатку — сторож школи. Кількість учнів з перенесенням школи в новий будинок не зросла: 60-70 учнів відвідувало трьохкласну школу аж до 1917 року та навчав їх один учитель — пан Красовський. І старий, і новий будинок будувався з розрахунку, щоб було недалеко до панського маєтку. Школа залишалась початковою та класифікувалась як «однокласне початкове училище з трьохрічним курсом навчання» — і з самих її початків заборонялося навчання українською. Коли з 1910 роком число учнів у школі зросло, навчали їх вже два учителі — Красовський і Новохатський.

#### Навчальний план
Навчальна програма включала такі предмети: закон божий, письмо, арифметика (перші чотири дії без дробів), церковний спів, російська мова й граматика. Крім цих навчальних предметів шляхом пояснювального читання подавались елементарні відомості з географії й історії. Перелік доступної літератури був незначним: книга для читання, граматика, збірник задач, —  решта книг релігійного змісту. Як унаочнення використовувались географічна карта, глобус, а для дітей першого класу — розрізна азбука.
Після першого класу учні складали екзамени, на яких завжди присутні були інспектор шкіл та земський староста. Школа ретельно відзначала релігійні свята, табельні дні, дні народження членів царської сім'ї, — у ці дні занять у школі не було, а учні разом з учителем відвідували церкву. З початком і кінцем уроку відмовляли молитви. Тогочасна виховна робота була жорстокою: дітей били лінійками, залишали після обіду, а за найменші провини могли і виключити з школи.
Заняття в школі починалось 1 вересня (за старим стилем).

### УРСР

#### Початкова школа
У 1924-25 роках був здійснений перший випуск чотирьохрічної школи; до 1930-х років школа була початковою.
У 1928 році в школі були створені піонерська та комсомольська організації, які поставили собі за головне завдання ліквідацію неписьменності. Першими керівниками комсомольської організації були: завуч школи Коваленко Микола Омелянович, вчителі Братусо Д.І., Руденко Софія, Лютий В.П.; першими організаторами піонерів — Дерезюк А.В. і Красовицька Ф.С. І піонери, і комсомольці допомагали колгоспникам на полях саджати й збирати урожай.
Першою кінокартиною, яку побачили учні, була «Трипільська трагедія»; це був одночасно і перший культпохід учнів в кіно.

#### Середня школа
У 1930-31 роках вже був відкритий 7 клас і введено загальнобезплатне навчання в обсязі 4-х класів. У 1932-33 роках школа зробила перший випуск семикласників. Першим директором сільської школи був Лікаренко Степан Федорович (1935-40).
У 1937 році в селі відкрито середню школу, де працювало більше 20 вчителів. Перший випуск учнів з 10 класу середньої школи був у 1938 році — випущено з 10 класу 12 учнів. Другий випуск з 10-річки був у 1939 році — випущено 24 учня. Хоч поступово кількість учнів зростала, навчання було перерване Другою світовою війною. Після війни класи знову наповнилися, але в них уже були учні різного віку. У 1950 році закінчили школу 13 учнів: жителі села Кошари, Нечаївське, Андріївське та хутора Копаний.
Середня школа розміщувалась у п'яти приміщеннях. Оскільки з кожним роком учнів ставало дедалі більше, виникла потреба у будівництві нового приміщення. За цю справу в 60-х роках взявсь тодішній директор Неглущенко Іван Мусійович. За кошти Колгоспу імені Кірова, головою якого був Повидиш Іван Андріанович, було збудовано нову школу зі світлими класами і просторими коридорами. Саме відкриття школи було приурочене 50-річчю Жовтневої революції.
В 1966 році посаду директора школи-новобудови обіймає ветеран Другої Світової Війни, досвідчений педагог, учитель історії Неглущенко Іван Мусійович. Саме він започаткував ідеї й традиції, якими досі живе школа. Він не лише був керівником школи і досвідченим педагогом, але й професійним актором шкільного театру. У школі-новобудові перший дзвоник продзвенів для 572-х учнів з 10 класів. Навчальним процесом керував тоді ж Шевченко Михайло Олександрович.
В 1968 році в школі відкрито бібліотеку, для забезпечення доступу учнів до літератури.
У 1975 році директором школи стає Шевченко Михайло Олександрович, а з 1976 року — Борщ Катерина Кирилівна. Школа росла, міцніла, набувала певного авторитету на районному рівні, поповнялася новими кадрами.

### Україна
Після відновлення незалежності, школа перейшла на нові форми і методи праці. Пройшла атестація школи, яка підтвердила стабільність, системність, досягнення педагогічного колективу у навчанні та вихованні. Введено навчання з 6-ти літнього віку, і перехід на 11-річну освіту (згодом на 12-річну освіту), перехід з 5-ти бальної на 12-ти бальну систему, комп'ютеризація школи, проведено постійні реформи та експерименти над освітою.
У школі такі напрямки навчання: гуманітарний; фізико-математичний; природничо-біологічний; фізкультурно-оздоровчий; технологічний; художня культура й мистецтво. Школа на сьогоднішній день гарантує умови кожному учню для реалізації здібностей шляхом індивідуалізації та різноманітних форм і методів навчання. Якість навчання забезпечують один учитель вищої категорії, 12 вчителів І категорії, один вчитель II категорії.
З 2006 року директором школи працював Шерепа В'ячеслав Васильович.
В 2012 році посаду директора зайняла Саморядова Любов Олександрівна, та обіймає цю посаду й нині.

## Матеріальна база
Шкільне приміщення складається з трьох будівель; у центральній будівлі 17 класних кімнат. Школа достатньо забезпечена шкільними меблями та технікою, бібліотека — підручниками в загальній кількості 2580 екземплярів та художньою літературою в кількості 9791 екземплярів. Загальний бібліотечний фонд становить 12 371 екземплярів. У школі є майстерня для проведення уроків трудового навчання. Навчально-матеріальна база школи дозволяє виконувати вимоги навчальних програм.
У школі є комп'ютерний клас з ліцензійним програмним забезпеченням. По ліцензії фірми Microsoft використовуються на уроках програмні продукти Microsoft Windows XP Home Edition та Microsoft Office. Є постійний доступ до мережі інтернет. У кожного учня є власна електронна поштова скриня, завдяки чому учні здійснюють листування з учнями інших шкіл.

## Позакласна діяльність
З 1986 року в школі працював географічний клуб «Геліос», створений для того, щоб зоохотити та зацікавити учнів до навчання. З цією метою створена 21 навчальна гра. Система роботи якого презентувалась на Всеукраїнському семінарі вчителів географії в Києві.
Школа активно бере участь і спортивних змаганнях: учні школи брали участь від району в обласних змаганнях з легкої атлетики, футболу, легкоатлетичного чотириборства і змаганнях серед допризовної молоді. Протягом періоду з 2000 і до 2005 року школа займала призові місця з футболу і є золотим призером району з міні-футболу.
В 2021 році учні від закладу освіти взяли участь у змаганнях з лижних перегонів, де у номінації серед старших дівчат та юнаків, на дальність в 2 кілометри, один з учнів посів третє місце.
Традиційним є свята: вечори відпочинку, день знань, бал квітів, випускний бал, день захисту дітей, день визволення села, зустріч випускників, останній дзвінок.
Закладом освіти проводяться екскурсії для здобувачів освіти по місцевим підприємствам, визначним місцям та населеним пунктах району.

## Дошкільна освіта
В 1999—2000 у школі була відкрита дошкільна група «Сонечко»; у групі створено умови ефективної організації життєдіяльності на кожному віковому етапі. Майже усі діти села охоплені різними формами дошкільної освіти.

## Музей
При навчальному закладі функціунує краєзнавчий музей, що має широку експозицію, присвячену історії села Кошари, та спортивним здобудкам учнів закладу.